# Benito Juárez (Sonora)
Benito Juárez (Sonora) é um município do estado de Sonora, no México.